# Tunoa Lui
Tunoa Lui est un ancien entraineur samoan américain de football ayant entrainé l'équipe nationale des Samoa américaines pendant une période d'un an.

## Biographie
Il est connu après que l'équipe s'inclina en qualification de la Coupe du monde 2002 sur un score de 31-0 face à l'Australie. Il quitta ses fonctions en 2002. 
L'équipe nationale se trouva sans entraîneur pendant deux ans avant la désignation de Ian Crook.